# Isagoras plagiatus
Isagoras plagiatus är en insektsart som beskrevs av Ludwig Redtenbacher 1906. Isagoras plagiatus ingår i släktet Isagoras och familjen Pseudophasmatidae. Inga underarter finns listade i Catalogue of Life.